# Parada (Almeida)
Parada is een plaats (freguesia) in de Portugese gemeente Almeida en telt 158 inwoners (2001).